# Dariusz Henczel
Dariusz „Wodzu” Henczel (ur. 7 lipca 1971 w Warszawie) – polski muzyk rockowy, perkusista. W latach 1997–2015 członek zespołu Oddział Zamknięty.
Jednym z jego pierwszych zespołów był Hi-Tower. Następnie, w 1987 roku, założył progresywno-thrashmetalową formację Cydhie Genoside (która z czasem skróciła nazwę do Genoside) i nagrał z nią 3 albumy: ... As a goblet of gore (1989), Ashes to ashes (only rosie forever) (1991) i Flood and field (for the common man) (1992).
W 1997 roku dołączył do Oddziału Zamkniętego, który tuż po nagraniu płyty Parszywa 13, był w trasie promującej ów album. Od tamtego czasu jest nieprzerwanie perkusistą grupy. Nagrał z Oddziałem płytę Co na to ludzie (2001) oraz koncertowy album (wydany również na DVD) Koncert w Stodole z 2007 roku.
Henczel wydał na DVD szkółkę gry na perkusji w dwóch częściach. Współpracował również z wieloma muzykami, między innymi z Jarosławem Wajkiem.
W 2013 r. założył Szkołę Rocka w Warszawie gdzie uczy perkusji, a także wraz z czołówką polskiej sceny muzycznej kształci wiedzę muzyczną na innych instrumentach: gitarze, basie, pianinie.
W 2021 zaczął prowadzić swoje kursy online oraz założył kanał na Youtube Wodzu Drums TV.